# مقاطعة بيتكين (كولورادو)
مقاطعة بيتكين (بالإنجليزية: Pitkin County)‏ هي إحدى مقاطعات ولاية كولورادو في الولايات المتحدة الأمريكية.